# Plazoleta Ciudad de Río Cuarto
La Plazoleta Ciudad de Río Cuarto es un área verde ubicada en la ciudad de Chillán, Chile. Está trazada en el bandejón central de la Avenida Argentina, entre las avenidas Libertad, Francisco Ramírez y calle Constitución, a un costado del Hospital Clínico Herminda Martin.
Como antecedente previo a la creación de la plaza, cabe mencionar que las ciudades de Chillán y Río Cuarto, fueron hermanadas en el año 1990, bajo las gestiones edilicias de Rosauro Martínez en la ciudad chilena, y Miguel Ángel Abella en la ciudad argentina. En el decimonoveno aniversario del acuerdo entre ambas ciudades, la plazoleta fue inaugurada oficialmente el 22 de octubre de 2009,  ante la presencia de autoridades respectivas de ambas ciudades, con la compañía de representantes de los clubes rotarios local y trasandino, como consecuencia de la inauguración de la "Plazoleta Ciudad de Chillán", ubicada al interior del Parque Sarmiento de la ciudad de Río Cuarto.